# Dadiassé
Dadiassé est une localité du nord-est de la Côte d'Ivoire, située dans la sous-préfécture d'Assuéfry, département de Transua, région du Gontougo, district du Zanzan,. La localité de Dadiassé est un chef-lieu de commune.
Au recensement de 2014, Dadiassé compte 1 414 habitants.